# Vogelkamp Neugraben
Vogelkamp Neugraben ist ein Wohnquartier im Hamburger Stadtteil Neugraben-Fischbek im Bezirk Harburg. Das Quartier befindet sich in direkter Nähe zur S-Bahn-Station Neugraben und umfasst rund 1950 Wohneinheiten, darunter Einfamilien-, Doppel- und Reihenhäuser. Neben der Wohnbebauung bietet das Quartier Freiflächen und eine direkte Anbindung an das EU-Vogelschutzgebiet Moorgürtel.

## Geschichte
Die Entwicklung des Quartiers begann unter dem Namen „Elbmosaik“. Nachdem die IBA Hamburg GmbH 2013 die Verantwortung für den zweiten Bauabschnitt übernommen hatte, wurde das Gebiet in „Vogelkamp Neugraben“ umbenannt. Die Vermarktung der ersten Grundstücke startete im April 2014, gefolgt von der Umsetzung weiterer Bauabschnitte. 2019 wurden der Endausbau der Straßen sowie das Pilotprojekt „Wohnen für 8 Euro“ abgeschlossen. Zeitgleich wurde der mittlere Quartiersplatz eingeweiht, und ein E-Carsharing-Angebot eingeführt. Im Jahr 2022 fand das Quartiersfest zur Fertigstellung des letzten Quartiersplatzes statt, und die Arbeiten am Quartierseingang wurden finalisiert. Ein Jahr später begann die Verlängerung der Personenunterführung am S-Bahnhof Neugraben, die 2024 eröffnet wurde.

## Städtebauliches Konzept
Vogelkamp Neugraben liegt am südwestlichen Stadtrand Hamburgs und grenzt an das Naturschutzgebiet Moorgürtel. Das Quartier wurde in mehreren Bauabschnitten entwickelt und kombiniert Einfamilienhäuser, Reihenhäuser und Geschosswohnungsbau mit Grün- und Spielflächen. Ein zentrales Element ist das Sport- und Spieleband, das sich durch den Stadtteilpark zieht und Freizeitmöglichkeiten bietet.

## Nachhaltigkeit und Innovation
Alle Neubauten erfüllen mindestens den Energiestandard KfW 55 und sind an ein ressourcenschonendes Wärmenetz angeschlossen. Ein innovatives Wohnkonzept wurde mit dem Projekt „Acht Euro Miete“ realisiert, das bezahlbaren Wohnraum für Normalverdiener bietet. Die Gebäude bestehen aus vorgefertigten Holzelementen und wurden in Kooperation mit der Saga und der Helvetia Versicherung entwickelt.

## Soziale Infrastruktur
Im Quartier stehen verschiedene soziale Einrichtungen zur Verfügung, darunter das Bürgerzentrum BGZ Süderelbe, das als Begegnungsstätte für die Anwohner dient. Ergänzt wird die Infrastruktur durch Kindertagesstätten, Nahversorgungsmöglichkeiten und Freizeitangebote im Stadtteilpark.

## Verkehrsanbindung
Vogelkamp Neugraben ist über die Bundesstraße 73 sowie die S-Bahn-Station Neugraben an das Hamburger Verkehrsnetz angebunden. Innerhalb des Quartiers verkehrt die Buslinie 140. Zudem wurden autofreie Wege sowie Carsharing-Angebote, darunter das E-Carsharing-Modell „Dorfstromer“, eingeführt.
Koordinaten: 53° 29′ N, 9° 51′ O